# Украшенный кустарниковый топаколо
Украшенный кустарниковый топаколо (лат. Melanopareia elegans) — вид птиц из монотипического семейства Melanopareiidae. Выделяют два подвида. Распространён в Эквадоре и Перу.

## Описание
Украшенный кустарниковый топаколо — небольшая птица длиной 14,5 см и массой от 15,5 до 20,2 г. Голова большая и удлинённая, округлой формы. Клюв довольно короткий, тонкий, конический. Лапы сильные и довольно длинные. Длинный хвост с квадратным окончанием. У самцов обоих подвидов макушка и затылок чёрного цвета. От основания клюва начинается чёрная «маска», в начале тонкая, расширяется к глазу. Спина и надхвостье оливково-коричневые; горло и узкая бровь охристо-жёлтые; грудь ржаво-коричневого цвета, брюхо розовато-коричневое; подхвостье серовато-коричневое. Между горлом и грудью проходит чёрная поперечная полоса в форме полумесяца. Клюв черноватый, ноги розовато-серые, радужная оболочка тёмно-коричневая.
Самки номинативного подвида похожи на самцов, но макушка сажистого цвета, а на груди нет тёмно-каштанового цвета. У самок M. e. paucalensis макушка такого же оливково-коричневого цвета, как и спина.

## Биология
Пищедобывательное поведение и рацион не описаны. Биология размножения не исследована. Обнаружено только три гнезда. Гнездо шаровидной формы с боковым входом, сооружённое из растительных волокон и спрятанное среди кустарников. Два гнезда располагались на земле, а третье — немного выше от земли у основания куста.

## Подвиды и распространение
Выделяют два подвида:
- M. e. elegans (Lesson, 1844) — юго-запад Эквадора
- M. e. paucalensis  (Taczanowski, 1884) — северо-запад Перу